# ソフトウェアの再ライセンス
ソフトウェアの再ライセンス（ソフトウェアのさいライセンス、英: Software relicensing）は、ソフトウェアモジュールのソフトウェアライセンスが互換性を持たず、それらを組み合わせたより大きな作品のために互換性を持たせる必要がある場合に、オープンソースのソフトウェア開発において適用される。ソースコードやバイナリ形式の著作物としてのソフトウェアに適用されるライセンスには、矛盾する条項が含まれることがある。これらの要件により、複数のソフトウェア作品のソースコードやコンテンツを結合して新たな統合作品を作成することが不可能となる場合がある。

## 動機
時として、オープンソースソフトウェアプロジェクトがライセンスの非互換性により行き詰まることがある。この状況を解決するための唯一実行可能な方法は、関係するすべてのソフトウェアの再ライセンスであることが多い。再ライセンスを成功させるためには、関係するすべての著作権者、通常は開発者による変更後のライセンスへの同意が必要となる。FOSSの領域では、寄与者が多数に及ぶため、著者全員の合意を得るのはしばしば不可能であるが、大多数の同意で十分であると仮定されることが多い。たとえば、Mozillaは著者の95％がカバーされていれば十分であると仮定した。他方で、エリック・レイモンドのようなFOSS領域の他の人物は、コードベース全体の再ライセンスに関する要件について異なる結論に至っている。

## 事例
初期の成功したオープンソースプロジェクトにおける再ライセンスの例としては、MozillaプロジェクトとそのFirefoxブラウザが挙げられる。ネットスケープのCommunicator 4.0ブラウザのソースコードは、1998年にNetscape Public LicenseおよびMozilla Public Licenseの下で最初に公開されたが、FSFおよびOSIから非互換であると批判された。2001年前後、タイム・ワーナーはNetscape Public Licenseに基づく権利を行使し、Mozilla Foundationの要請により、他の貢献者によるコードも含めてNetscape Public Licenseの下にあったMozillaの全コードを、MPL 1.1/GPL 2.0/LGPL 2.1のマルチライセンスへと再ライセンスした。これによりGPLとの互換性が達成された。
Vorbisライブラリは当初LGPLでライセンスされていたが、2001年にリチャード・ストールマンの承認を得てBSDライセンスに変更され、採用促進が図られた。
VLCプロジェクトもライセンス互換性の問題から複雑なライセンスの歴史を持つ。2007年には、互換性の観点から新たに発表されたGPLv3への移行を見送る決定をした。2011年初頭にVLCがApp Storeから削除された後、同年10月にVLCプロジェクトはライブラリ部分をGPLv2からLGPLv2へと再ライセンスし、互換性の向上を図った。その後、2013年7月には、VLCアプリケーションはMozilla Public Licenseの下で再提出され、App Storeに復帰することが可能となった。
7-ZipのLZMA SDKは、当初はGNU LGPLとCommon Public Licenseのデュアルライセンスで提供され、さらにリンクされたバイナリに対する特別な例外が設けられていたが、イーゴリ・パヴロフによって2008年12月2日にパブリックドメインに置かれた。
GnuTLSプロジェクトは2011年にLGPLv3ライセンスを採用したが、重大なライセンス互換性の問題により2013年に再びLGPLv2.1にライセンスを戻した。
バージョン1.2のGNU Free Documentation Licenseは広く使われているCC BY-SAライセンスと互換性がないため、たとえばウィキペディアにとって問題となった。そのため、ウィキメディア財団の要請により、FSFはGFDLのバージョン1.3において、GFDLを使用する特定の種類のウェブサイトが作品をCC BY-SAライセンスの下でも提供できるという、期間限定の条項を追加した。これに続き、2009年6月にウィキメディア財団は自らのプロジェクト（ウィキペディアなど）を、従来使用していたGFDLに加えて、CC BY-SAライセンスとのデュアルライセンスに移行した。このライセンス変更の理由として、より広いフリーコンテントエコシステムとのライセンス互換性の向上が挙げられた。
2010年にはOGREプロジェクトが、そのライセンスをLGPLからMITライセンスに変更した。より簡潔なライセンス文が理由として挙げられた。
他の例としては、GoogleがLinuxカーネルのGPLv2ライセンスのヘッダファイルを、Android用ライブラリBionicのためにBSDライセンスに変更した事例がある。グーグルはGPLを回避するため、これらのヘッダファイルから著作権保護される要素を取り除き、著作権保護の対象とならない「事実」に還元されたと主張した。この解釈には、ヒューストン大学ローセンターの法学教授レイモンド・ニマーなどが異議を唱えた。
2013年11月、POV-Rayは、それまでのFOSSと互換性のない非商用のソースアベイラブル・ソフトウェアなカスタム「POV-Ray license」で1991年から配布されていたが、GNU Affero General Public Licenseバージョン3（またはそれ以降）に再ライセンスされた。POV-RayはFOSSライセンスが広く使用される以前に開発されたため、開発者たちは独自のライセンスを作成したが、これは後にFOSSエコシステムとのライセンス非互換性という問題を引き起こすことになった。
2014年には、FreeCADプロジェクトがGPLv3とGPLv2の非互換性のため、ライセンスをGPLからLGPLv2へ変更した。
2014年には、Gang Garrison 2がライブラリ互換性の向上のため、GPLv3からMPLへ再ライセンスされた。
2015年5月、Dolphinプロジェクトは互換性向上のため、ライセンスを「GPLv2のみ」から「GPLv2またはそれ以降」へ変更した。
2015年6月、mpvはプロジェクトのGPLライセンスのソースコードをライセンス互換性向上のためにLGPLv2の下で再ライセンスするプロセスを開始し、貢献開発者の95%以上の同意を得た。2016年8月にはおよそ90%の作者に連絡が取れ、同意が得られた。2017年10月にその切り替えが正式に完了した。
2015年7月、Seafileは特にGitとのライセンス互換性向上のため、GPLv3からGPLv2へ変更した。
2015年、Natronは商業化を促進するため、MPLからGPLv2へ再ライセンスされた。
2016年、MAMEは長年にわたり非商用ライセンス条項を含む独自ライセンスでの運用に苦しんだ末に、コードベースのライセンスをBSD/GPLに変更することに成功した。
2016年8月、MariaDB CorporationはデータベースプロキシサーバMaxScaleのライセンスをGPLから、FOSSではないがソース公開型かつ期間限定の「Business source license」（BSL）に変更した。このライセンスは3年後にGPLへ戻ることが定められている。2017年には、ブルース・ペレンズからのフィードバックも取り入れたバージョン1.1が発表された。
長年にわたり、D言語のバックエンド部分のソースコードは公開されていたが、オープンソースに準拠しないライセンスであった。これは、一部がシマンテックで開発されたものであったため、オープンソースとして再ライセンスすることができなかったからである。2017年4月9日、バックエンド部分もオープンソースライセンスであるBoost Software Licenseへと再ライセンスされた。
2017年7月27日、マイクロソフトリサーチは宇宙戦闘シミュレーター『Allegiance』のライセンスを、2004年に公開されたMSR Shared Source LicenseからMITライセンスへ変更した。